# إدموند إل. تايلور
إدموند إل. تايلور هو سياسي كندي، ولد في 14 ديسمبر 1860 في كندا، وتوفي في 9 سبتمبر 1934 في وينيبيغ في كندا.